# Poarta Albă
Poarta Albă est une commune située au sud-est de la Roumanie, dans la Dobroudja, dans le județ de Constanța.

## Démographie
Lors du recensement de 2011, 92,47 % de la population se déclarent roumains (5?26 % ne déclarent pas d'appartenance ethnique et 2,26 % déclarent appartenir à une autre ethnie).

## Politique
| Parti | Parti                        | Sièges |
| ----- | ---------------------------- | ------ |
|       | Parti social-démocrate (PSD) | 4      |
|       | Parti national libéral (PNL) | 11     |